# Jan Syrový

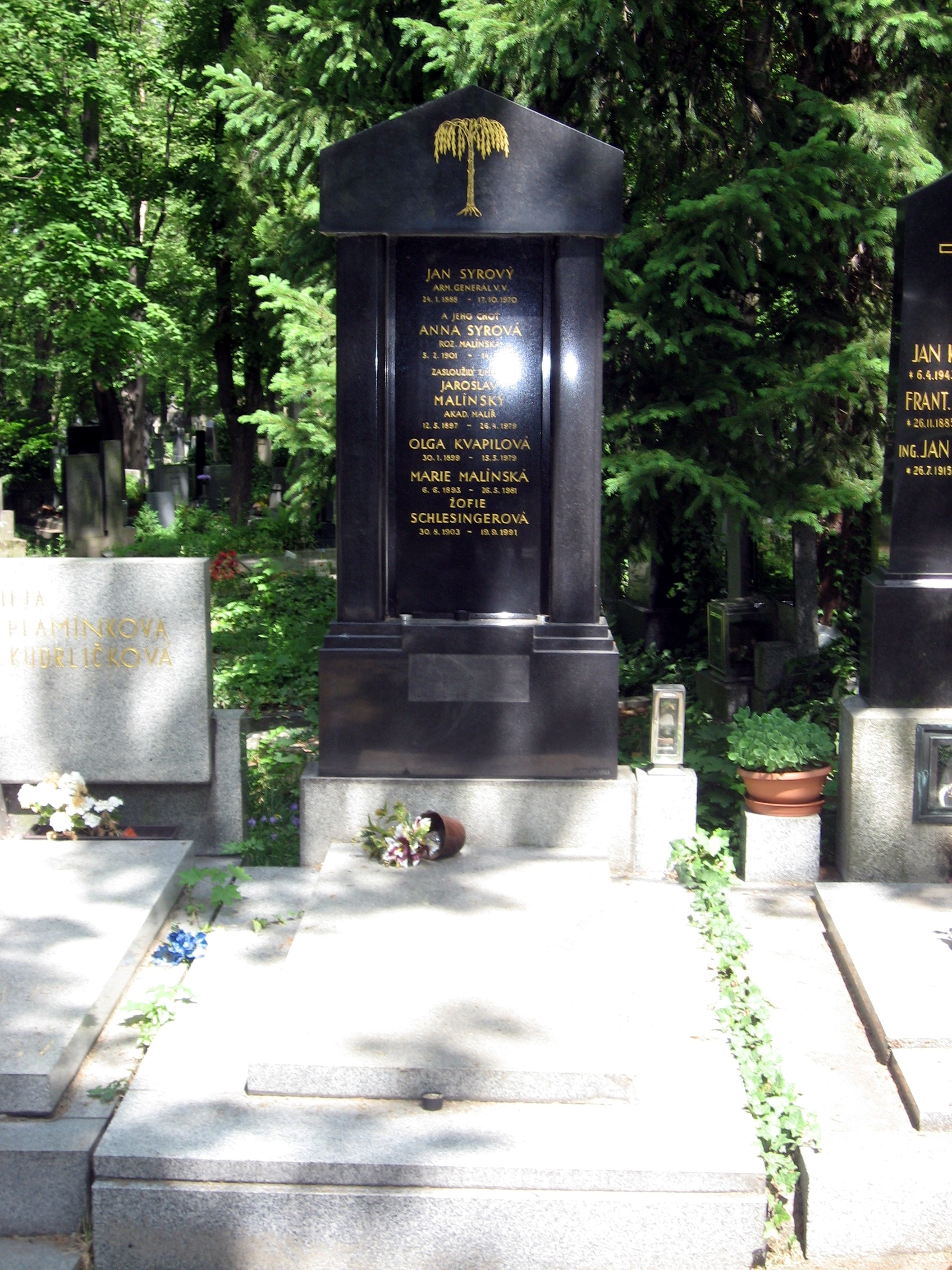
Grób gen. Jana Syrového na Cmentarzu Olszańskim w Pradze

Jan Syrový (ur. 24 stycznia 1888 w Třebíču, zm. 17 października 1970 w Pradze) – czeski generał armii, minister obrony narodowej, premier rządu, konstytucyjny prezydent Republiki Czechosłowackiej.

## Życiorys
W 1907 ukończył liceum budowlane w Brnie. Potem pracował w różnych firmach budowlanych w ojczyźnie i w 1912 w Rosji. Przed I wojną światową objął stanowisko asystenta budowlanego w Warszawie.
Po wybuchu wojny wstąpił do Drużyny Czeskiej i został oficerem Korpusu Czechosłowackiego w Rosji. W 1917 w bitwie pod Zborowem stracił prawe oko. W latach 1918–1920, w stopniu generała brygady, był głównym dowódcą Korpusu Czechosłowackiego w Rosji. Kierował walkami na Uralu i Syberii. Kierując powolną ewakuacją Korpusu wzdłuż kolei transsyberyjskiej, Syrový przyczynił się do kapitulacji stanowiącej straż tylną 5 Dywizji Strzelców Polskich przed bolszewikami, na stacji Klukwiennaja 10 stycznia 1920.
W latach 1920–1924 był ziemskim komendantem wojskowym w Czechach, w 1924–1927 podnaczelnikiem, w 1927–1933 naczelnikiem Sztabu Głównego Wojska Czechosłowackiego i 1933–1938 generalnym inspektorem wojskowym. Od 1923 generałem dywizji i od 1926 generałem armii.
Od marca do października 1926 oraz od września 1938 do kwietnia 1939 był ministrem obrony narodowej. Od 22 września do 1 grudnia 1938 premierem rządu, który m.in. 30 września 1938 przyjął dyktat z Monachium. W dniach 5 października – 30 listopada 1938 sprawował funkcję konstytucyjnego prezydenta Republiki Czechosłowackiej.
Na początku okupacji niemieckiej odszedł z życia publicznego. W 1945 oskarżony o kolaborację z Niemcami; 2 lata później został skazany wyrokiem Sądu Narodowego na 20 lat więzienia. W 1960 został ułaskawiony. Potem pracował jako nocny stróż i w 1964 odszedł na emeryturę.
Zmarł 17 października 1970 w Pradze i został pochowany na Cmentarzu Olszańskim.

## Odznaczenia
- Order Sokoła (Czechosłowacja)
- Krzyż Wojenny Czechosłowacki (1914–1918)
- Czechosłowacki Medal Zwycięstwa 1918
- Czechosłowacki Medal Rewolucyjny
- Wieki Oficer Orderu Korony (Belgia)
- Krzyż Wojenny 1914-1918 (Belgia)
- Order Krzyża Orła I klasy (Estonia)
- Wielki Oficer Orderu Legii Honorowej (Francja)
- Komandor Orderu Legii Honorowej (Francja)
- Oficer Orderu Legii Honorowej (Francja)
- Kawaler Orderu Legii Honorowej (Francja)
- Krzyż Wojenny 1914-1918 z palmą (Francja)
- Krzyż Wielki Orderu Feniksa (Grecja)
- Medal Zasługi Wojskowej (Grecja)
- Złota i Srebrna Gwiazda Orderu Skarbu Świętego (Japonia)
- Order św. Sawy (Jugosławia)
- Order Białego Orła I klasy (Jugosławia)
- Order Białego Orła II klasy (Jugosławia)
- Wielki Oficer Orderu Gwiazdy Jerzego Czarnego (Jugosławia)
- Krzyż Wielki Orderu Witolda Wielkiego (Litwa)
- Order Pogromcy Niedźwiedzia (Łotwa)
- Krzyż Wielki Orderu Trzech Gwiazd (Łotwa)
- Wielka Wstęga Orderu Alawitów (Maroko)
- Krzyż Komandorski z Gwiazdą Orderu Odrodzenia Polski (Polska)
- Order Gwiazdy Rumunii I klasy (Rumunia)
- Order Korony Rumunii II klasy (Rumunia)
- Order Wiernej Służby I klasy (Rumunia)
- Krzyż Pamiątkowy za Wojnę 1916-1918 (Rumunia)
- Order Świętego Jerzego IV klasy (Imperium Rosyjskie)
- Order Świętego Włodzimierza IV klasy (Imperium Rosyjskie)
- Order Świętej Anny IV klasy (Imperium Rosyjskie)
- Order Świętego Stanisława III klasy (Imperium Rosyjskie)
- Wielka Wstęga Orderu Sławy (Tunezja)
- Honorowy Rycerz Komandor Orderu Łaźni (Wielka Brytania)
- Wielki Oficer Orderu Korony Włoch (Włochy)
- Krzyż Zasługi Wojennej (Włochy)